# 哈爾西街車站 (BMT牙買加線)
哈爾西街車站（英語：Halsey Street station）是美國紐約地鐵BMT牙買加線的慢車地鐵站，位於布魯克林貝德福德-斯圖弗森與布什維克哈爾西街及百老匯交界，設有J線（任何時候停站）、M線（任何時候停站（深夜除外））、Z線（僅繁忙時段的尖峰方向停站）列車服務。

## 車站結構
| P 月台層 | 側式月台 | 側式月台                                                                              |
| P 月台層 | 西行慢車 | ← 往寬街 (早上繁忙時段往科斯丘什科街、其餘時間往蓋茲大道) ← 不停靠                    |
| P 月台層 | 尖峰快車 | → 無定期服務                                                                          |
| P 月台層 | 東行慢車 | → 往牙買加中心-帕森斯／射手 (黃昏繁忙時段往百老匯交匯、其餘時間往昌西街) → → 不停靠 → |
| P 月台層 | 側式月台 |                                                                                       |
| M        | 夾層     | 閘機、車站詢問處、Metrocard自動售票機                                                 |
| G        | 街道層   | 出入口                                                                                |

此高架車站在1885年8月19日啟用，設有兩個側式月台和三條軌道，中央軌道不營運。

## 外部連結
- nycsubway.org—BMT Jamaica Line: Halsey Street
- Station Reporter — J train
- The Subway Nut — Halsey Street Pictures（页面存档备份，存于）
- MTA's Arts For Transit — Halsey Street (BMT Jamaica Line)
- Halsey Street entrance from Google Maps Street View（页面存档备份，存于）
- Platforms from Google Maps Street View